# Steeneichthys nativitatus
Steeneichthys nativitatus is een straalvinnige vissensoort uit de familie van rifwachters of rondkoppen (Plesiopidae). De wetenschappelijke naam van de soort is voor het eerst geldig gepubliceerd in 1987 door Allen.